# 班迪库伊
班迪库伊（Bandikui），是印度拉贾斯坦邦達烏薩县的一个城镇。总人口16292（2001年）。

## 人口
该地2001年总人口16292人，其中男性8679人，女性7613人；0—6岁人口2156人，其中男1125人，女1031人；识字率73.33%，其中男性为82.68%，女性为62.67%。